# Альбатрос кемпбеллівський
Альбатрос кемпбеллівський (Thalassarche impavida) — морський птах середнього розміру родини альбатросових (Diomedeidae). Гніздиться виключно на островах Кемпбелл, невеликому субантарктичному архіпелазі на південь від південного острова Нової Зеландії. Інколи вид вважається підвидом альбатроса чорнобрового (Thalassarche melanophris).